# Debercsény
Debercsény è un comune dell'Ungheria di 100 abitanti (dati 2001). È situato nella contea di Nógrád.